# Irina Lepșa
Irina Lăcrămioara Lepșa (6 de junio de 1992) es una deportista rumana que compite en halterofilia. Ganó cinco medallas de plata en el Campeonato Europeo de Halterofilia entre los años 2013 y 2019.

## Palmarés internacional
| Campeonato Europeo | Campeonato Europeo | Campeonato Europeo | Campeonato Europeo |
| Año                | Lugar              | Medalla            | Categoría          |
| ------------------ | ------------------ | ------------------ | ------------------ |
| 2013               | Tirana (Albania)   | Medalla de plata   | 63 kg              |
| 2015               | Tiflis (Georgia)   | Medalla de plata   | 58 kg              |
| 2016               | Førde (Noruega)    | Medalla de plata   | 58 kg              |
| 2018               | Bucarest (Rumania) | Medalla de plata   | 63 kg              |
| 2019               | Batumi (Georgia)   | Medalla de plata   | 64 kg              |